# 萨维尼
萨维尼（法語：Savigny，法語發音：[saviɲi] ⓘ）是瑞士沃州的一个市镇。

## 地名
该地以如下名称在历史文献里出现：Savignie（1224年）、Savinie（1228年）、Savigny（1453年）。